# Inibição incompetitiva
A inibição enzimática incompetitiva caracateriza-se pela interação de uma determinada molécula inibidora com o complexo enzima-substrato, impedido que ocorra a formação de produtos e, portanto, diminuindo a velocidade da reação. 
Uma reação enzimática comum acontece, simplificadamente, da seguinte forma: E + S ←→ ES → E + P. Com a adição de inibidores incompetitivos, ocorre a formação de complexos ESI durante a reação, reduzindo a atividade enzimática e formação de produtos.
Esse tipo de inibidor interage com a enzima em uma região diferente do sítio de ligação ao substrato. Portanto, a adição de maiores quantidades de substrato não contribui para que o efeito inibitório seja reduzido e a velocidade de reação aumente.
A adição de inibidores incompetitivos em uma determinada reação catalisada por enzima diminui o valor de velocidade máxima e diminui o valor de Km (Constante de Michaelis-Mentem) ou seja, a quantidade de substrato necessária para que a velocidade da reação atinja metade da velocidade máxima permanece a mesma. O valor de Km diminui porque a ligação do inibidor estabiliza o complexo ES e torna mais dificíl a dissociação de S ou a formação de produto.
Referência
VOET, Donald; VOET, Judith. Bioquímica. Porto Alegre: Artmed, 2013.

1. ↑  «Uncompetitive Inhibitor - an overview | ScienceDirect Topics». www.sciencedirect.com. Consultado em 9 de janeiro de 2019